# اریک فرنتزل
اریک فرنتزل (انگلیسی: Eric Frenzel؛ زادهٔ ۲۱ نوامبر ۱۹۸۸) اسکی‌باز نوردیک اهل آلمان شرقی است.
وی همچنین برندهٔ جوایزی همچون برگ بوی نقره‌ای شده‌است.